# Umm Waraqa
Umm Waraqa (in arabo ﺍﻡ ﻭﺭﻗـة‎?; fl. VII secolo) fu una contemporanea del profeta Maometto.
Conosceva alla perfezione il testo coranico da lui rivelato e, per questo fatto, Maometto la designò a guidare un gruppo di altre donne musulmane in preghiera.
Tale episodio è ricordato in un ḥadīth considerato solido e affidabile, trasmesso grazie a Ibn Saʿd.
L'esempio di Umm Waraqa servì come base all'opinione di alcuni giuristi musulmani secondo cui alle donne è consentito guidare, in veste di imām altre donne nella preghiera, al contrario di quanto ritiene nella sua maggioranza il madhab hanbalita.
Dal momento che Umm Waraqa era tra le pochissime persone che aveva imparato a memoria l'intero Corano, in una fase in cui il testo sacro non era stato ancora messo per iscritto, ella è ricordata come una delle rare trasmettitrici orali di esso.